# فوستوتشنوي
فوستوتشنوي, فوستوتشنيي (بالروسية: Восточное) هي مدينة في مقاطعة خاباروفسك كراي في روسيا.